# Violet (Vorname)
Violet ist ein weiblicher Vorname.

## Herkunft und Bedeutung
Der Vorname Violet kommt (mit unterschiedlicher Aussprache) aus dem Englischen oder Französischen. In beiden Sprachen bedeutet er „Veilchen“.

## Namensträgerinnen
- Violet Archer (1913–2000), kanadische Komponistin
- Violet Brown (1900–2017), jamaikanische Altersrekordlerin, 2017 älteste lebende Person der Welt
- Violet Bonham Carter (1887–1969), britische Politikerin
- Violet Elton (1889–1969), englische Badmintonspielerin
- Violet Gordon-Woodhouse (1872–1948), britische Tasteninstrumentalistin
- Daisy und Violet Hilton (1908–1969), Schauspielerinnen und siamesische Zwillinge
- Violet Hunt (1862–1942), britische Autorin
- Violet Jacob (1863–1946), schottische Schriftstellerin
- Violet Jessop (1887–1971), britische Stewardess
- Violet Kemble-Cooper (1886–1961), britische Schauspielerin
- Violet Manners, Duchess of Rutland (1856–1937), britische Kunstmäzenin und Künstlerin
- Violet Oaklander (1927–2021), US-amerikanische Gestalttherapeutin, Sonder- und Heilpädagogin
- Violet Oakley (1874–1961), amerikanische Malerin, Illustratorin, Schriftstellerin und Pazifistin
- Violet Olney (1911–1999), britische Leichtathletin
- Violet Pierceu (* ca. 1900), französische Marathonläuferin
- Violet Schiff (1874–1962), englische Mäzenin und Übersetzerin
- Violet Trefusis (1894–1972), britische Schriftstellerin
- Violet Webb (1915–1999), britische Leichtathletin